# Вронский, Борис Иванович
Борис Иванович Вро́нский (16 [28] января 1898, Михайловка, Курская губерния — 31 августа 1980, Москва) — советский геолог, первооткрыватель месторождений полезных ископаемых Северо-Восточной Сибири (1931—1955), специалист в области метеоритики. Наиболее известен как исследователь феномена Тунгусского метеорита. Также известен как писатель и поэт-любитель.

## Биография

### Ранние годы
Родился 16 (28) января 1898 года в слободе Михайловке (ныне Железногорский район, Курская область) в семье актёра Ивана Петровича Вронского, работавшего в гастролирующей театральной труппе, возглавляемой П. Н. Орленевым. В своих воспоминаниях П. Н. Орленев упоминает И. П. Вронского как талантливого актёра, впоследствии его ближайшего помощника и режиссёра. Мать Бориса Ивановича Вронского, Юлия Николаевна, до замужества работала кассиршей в одной из театральных трупп, где они и познакомились с Иваном Петровичем. Вскоре после женитьбы Вронский-старший купил небольшой домик в уездном городе Дмитриеве, в 20 км от Михайловки. Здесь Юлия Николаевна и поселилась с сыном Борисом и дочкой, которая была младше него на два года. Отец иногда навещал семью, но когда Борису было пять лет родители окончательно расстались. Российское театральное общество выплачивало Юлии Николаевне небольшое пособие на каждого из детей до 16-летнего возраста. Также она несколько подрабатывала в местной библиотеке и уроками. Некоторую помощь оказывала неполной семье незамужняя сестра матери — Мария Николаевна, которая заведовала сиротским приютом в Михайловке, где Борис Иванович Вронский в школьный период своей жизни проводил все свои каникулы. С Михайловкой связаны самые яркие страницы его детства и отрочества.

### Учёба

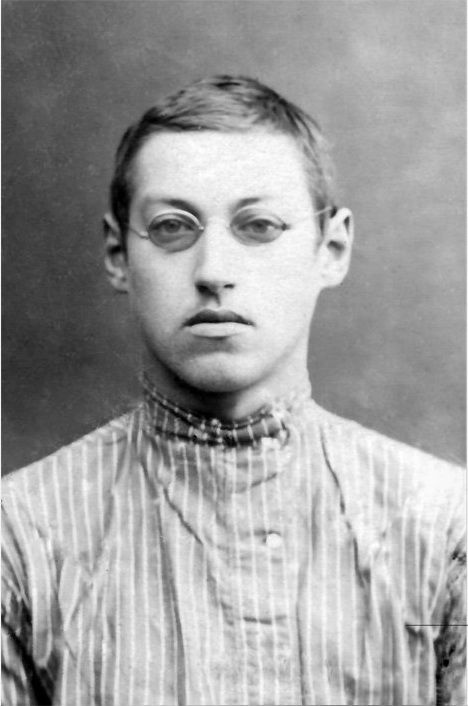
Б. Вронский — студент Киевского коммерческого института, 1915

Заботами матери и тети Борис Иванович с сестрой получили среднее образование. Он учился в реальном училище Дмитриева, которое закончил в 1914 году. Осенью этого года поступил в Варшавский политехнический институт на горное отделение. Материальную помощь Вронскому часто оказывал врач Безуглов, который в его школьные годы поощрял тягу Бориса к чтению, и чьей библиотекой он широко пользовался. Безуглов оплатил взнос за обучение в институте, а также снабдил некоторой суммой на проживание. Однако, начавшаяся Первая мировая война осложнила проблему существования, и Вронскому пришлось прекратить учёбу и вернуться домой. После долгих раздумий и волнений матери было решено, что Борис будет поступать в Киевский Коммерческий институт, куда ему, как окончившему реальное училище, была прямая дорога. В отличие от Политехнического института здесь учебный курс не был перегружен чертежами и лабораторными работами, и Вронский мог в свободное время подрабатывать на жизнь. Большую помощь в этом отношении оказывало ему Курское землячество. Помимо денежной помощи оно снабжало Бориса Ивановича талонами в студенческую столовую. Сама учёба в институте Бориса мало увлекала. Он все более осознавал, что выбор института не соответствует внутренним запросам. Однако учился успешно.

### Годы революции и Гражданской войны
Через курских земляков Борис Иванович Вронский вошёл в студенческую революционную организацию. Вместе с ними он ходил на завод, распространяли листовки, посещали собрания, читали «запрещенную» литературу. Началась февральская революция, которая была восторженно встречена будущим учёным. Большое значение в эту пору имело для него знакомство, а впоследствии и крепкая дружба, с большевиком Иосифом Махом, членом партии с 1913 года. В начале 1918 года Вронский вступил в ряды Коммунистической партии большевиков Украины. Вместе с Махом и некоторыми другими членами Ревкома Шулявского района Киева он ушёл добровольцем на фронт. Вскоре непосредственная опасность для Киева миновала, и многие партийцы, в том числе Вронский с Махом, были отозваны с фронта гражданской войны. По возвращении в Киев Борис Иванович был назначен политконтролером и затем политкомом Киевской мощной радиостанции. Вскоре началось широкое наступление на Украину деникинских войск. Был выброшен лозунг: «Все на борьбу с Деникиным!» Начался массовый приток добровольцев в ряды РККА. Снова с другом Махом Вронский вступил в Шулявский добровольческий рабочий отряд. Однако, вместо деникинского фронта их вместе с другим воинским подразделением срочно направили на ликвидацию петлюровского атамана Зелёного, резиденция которого находилась в 40 км от Киева в посёлке Триполье на правом высоком берегу Днепра, откуда Зелёный прочно блокировал Киев, полностью отрезая снабжение по реке. Эта операция вошла в историю под названием: «Трипольская трагедия». Здесь погибла большая часть Киевского Комсомола. Из небольшого числа вернувшихся в Киев с оружием в руках были Борис Иванович Вронский с Махом. По возвращении их отозвали для работы в подполье. Положение в Киеве в это время было напряжённое, и партия заблаговременно готовилась к переходу на нелегальное положение. Вронскому с Махом поручено было добраться до Одессы и передать в обком Киевскую явку — пароль и адреса для одесских товарищей. По выполнении поручения они получили задание вернуться в Киев и передать туда Одесскую явку. По дороге, в весьма сложной обстановке гражданской войны, Борис Иванович с Махом потеряли друг друга. Вронскому удалось добраться до Киева, который уже был занят Деникиным. Передав явку, он перешёл на подпольную работу и вскоре оказался в тюрьме, где долго и трудно болел сыпным тифом. За время болезни оторвался от товарищей и общественно-политической жизни и механически выбыл из партии.

### Начало научной деятельности
Осенью 1920 года Борис Иванович Вронский уехал в Сибирь и работал учителем в школе для взрослых в селе Верх—Чумысском Барнаульского уезда. Восстановив здоровье, летом 1921 года он вернулся в Киев завершать учёбу, но вскоре пришёл к окончательному заключению, что коммерческий институт не соответствует внутренним запросам, и решил стать геологом. В начале 1922 года Борис Иванович вернулся в Михайловку, где ещё жила его тетя Мария Николаевна. Мать умерла от тифа в 1920 году. Сестра вышла замуж и уехала. Здесь Вронский встретился с будущей женой Варсеникой Месроповной (1898—2004), которую перипетии гражданской войны забросили в Михайловку, где она работала учительницей. В феврале 1923 года Борис Иванович уехал в Москву с намерением поступить в Горную академию на геологоразведочный факультет. Декан факультета Владимир Афанасьевич Обручев внимательно отнесся к его просьбе, и Борис Иванович был принят на 1 курс с условием сдать к весне все необходимые экзамены. В Москве Вронский снова встретился с Махом, который приютил его и помог найти жильё. Осенью 1923 года Вронский с женой окончательно перебрались в Москву, где она поступила в Первый Московский Государственный Университет на геологоразведочный факультет. Для Бориса Иванович началась вновь голодная, но прекрасная студенческая жизнь. Госстипендия была слишком мала, и будущему учёному приходилось браться за любую работу: уроки, переписка, земляные работы, погрузка и разгрузка вагонов и так далее. Весной 1926 года из треста Алданзолото в Горную академию поступила заявка, приглашающая студентов 3-го курса и старше на полуторагодовую практику на Алдан. Вронский взял весной 1926 года академический отпуск и с небольшой группой студентов-однокурсников — М. Котовым, П. Шумиловым, Н. Зайцевым и П. Дрожжиным уехал на Алдан, где трестом Алданзолото велись разведочные и добычные работы на рассыпное золото. Там они встретились и подружились с геологом Алданзолото Ю. А. Билибиным, под руководством которого работали полтора года. Студенты получили хорошую практическую школу, ознакомившую их с поисковоразведочными работами в условиях вечной мерзлоты. Там Борис Иванович окончательно убедился в правильности выбранной специальности, познакомился и крепко подружился с рядом товарищей — Раковским, братьями Бертиными и другими, с которыми впоследствии довелось десятки лет плодотворно и согласно работать на Колыме. Вернувшись с Алдана, в 1930 году Вронский закончил МГА, а через год, по приглашению Ю. А. Билибина, был зачислен начальником геолого-поисковой партии во Вторую экспедицию Билибина на Усть-Среднекане. С этого времени и до конца своей трудовой деятельности Борис Иванович работал сначала в качестве начальника геолого-разведочных партий, а впоследствии главным геологом в различных районных геолого-разведочных управлениях «Дальстроя», организованного в бассейне реки Колымы в конце 1931 года. В этот трест механически влилась и экспедиция Билибина.

### Работа на месторождениях полезных ископаемых
В 1931—1934 годах работал начальником геолого-поисковых партий Малтанской Оротуко-Бахапчинской-Нелькобинской. В результате было установлено проявление золотой жилы, намеченной ещё Ю. А. Билибиным.
В 1935—1938 годах работал в качестве завсекции геолого-поисковых партий при Г. Р. О. Северного-Горно-Пром. управления, совмещая с работой начальника группы партий в бассейне р. Эмтегея и в верховье АянУряха. В результате было открыто Аркагалинское каменноугольное месторождение и несколько месторождений золота.
В 1938—1940 годах зачислен геологом на базу дальних разведок на Берелехе, вскоре преобразованную в Берелехское районное геолого-разведочное управление, где работал в качестве главного геолога. В результате работ этих лет был открыт ряд крупнейших месторождений золота на Чай-Урье, Мальдяке, Челбанье и в ряде других мест.
В 1941—1943 годах работал главным геологом Янского Райагро в посёлке Батыгал при Янском ГПУ. В результате разведан ряд оловорудных месторождений на Алыс-Хая, Илинтасе и других.
В 1943—1944 годах работал главным геологом Чай-Урьинского горно-промышленного управления. Уточнены разведкой месторождения и открыты новые месторождения золота.
В 1944—1946 годах работал главным геологом Охотского РайГРУ. Намечено наличие промышленного золота в ряде участков.
В 1947—1950 годах был главным геологом Берелехского геолого-разведочного управления в посёлке Нексикан.
В 1951—1955 годах работал главным геологом Янского Горно-промышленного управления.
В 1955 году по состоянию здоровья вышел на пенсию.

## Исследование Тунгусского метеорита
Вопрос о природе Тунгусского метеорита заинтересовал Вронского ещё в годы студенчества, после первых экспедиций Кулика. У Бориса Ивановича было сильное желание принять участие в предполагаемой третьей экспедиции Кулика. Но благоразумие взяло верх и он окончил МГА, а затем его затянула Колыма. Да и намечающаяся экспедиция Кулика не состоялась.
Член Комитета по метеоритам. Все годы своей работы на Колыме он интересовался различными находками метеоритов при земляных работах, собирал их и частично доставлял в Москву в Комитет по метеоритам. Иногда Бориса Ивановича приглашали в Комитет на некоторые интересные совещания, и его постоянно снабжали периодической литературой по этому вопросу. В 1958 году, в 50-летний юбилей падения Тунгусского метеорита, Комитет по метеоритам при АН СССР направил экспедицию на изыскания в район его падения. Вронский не мог остаться равнодушным к этому предприятию и предложил свои услуги в качестве геолога. Так что его участие в Тунгусской экспедиции 1958 года было обоюдно согласовано. С тех пор в течение примерно десяти лет он неизменно бывал участником Тунгусских экспедиций, ежегодно организуемых Комитетом по метеоритам или комплексных самодеятельных экспедиций, возглавляемых Н. В. Васильевым и Г. Ф. Плехановым. Этот период деятельности нашёл отражение в книге «Тропою Кулика», впервые изданной в 1968 году и переизданной в 1977 и 1984. Книга была переведена и издана в Чехословакии и Югославии. В последние годы жизни по состоянию своего здоровья Борис Иванович уже не участвовал в экспедициях КСЭ, но сохранял самую тесную связь с их энтузиастами, и продолжал свои изыскания.
Умер 31 августа 1980 года. Похоронен в Москве на Митинском кладбище.

## Произведения
- Вронский Б. И. По таежным тропам: Записки геолога. — Магадан: Кн. изд-во, 1960. — 128 с.
- Вронский Б. И. На золотой Колыме: Воспоминания геолога. — М.: Мысль, 1965. — 280, [16] с. — (Путешествия. Приключения. Фантастика). — 38 000 экз.
- «Тропой Кулика» (М., «Мысль», 1968, 1969, 1977, 1984);
- «Стихотворения» (Полтава — М. — Пущино, 2009) и другие[1].

## Награды и премии
- Сталинская премия первой степени (1946) — за открытие и исследование новых месторождений золота на Северо-Востоке СССР
- орден Трудового Красного Знамени (1945)
- орден Ленина (1951)
- медали
- «Отличник-дальстроевец» (1955)